# Tichosina bahamiensis
Tichosina bahamiensis är en armfotingsart som beskrevs av Cooper 1977. Tichosina bahamiensis ingår i släktet Tichosina och familjen Terebratulidae. Inga underarter finns listade i Catalogue of Life.